# Epiphaniaskirche (Münster)

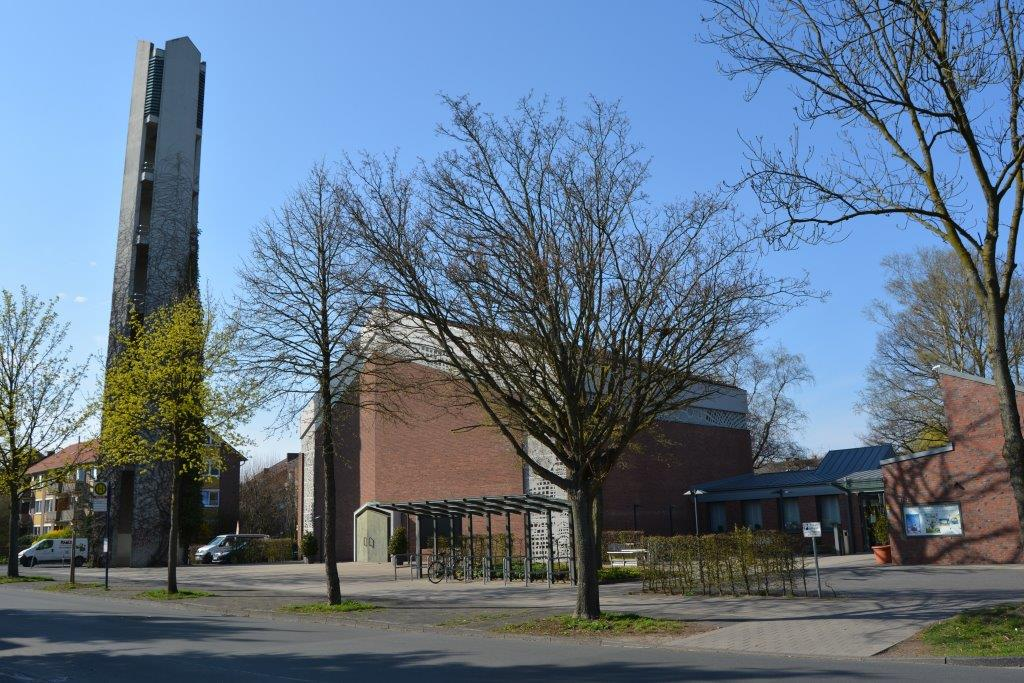
Die Epiphaniaskirche in Münster (2013)

Die Epiphaniaskirche ist eine Kirche der evangelischen Erlösergemeinde in Münster. Sie wurde 1961 bis 1963 nach Entwürfen von Hanns Hoffmann erbaut und im Juni 1963 eingeweiht. 

## Architektur
Die Kirche ist eine Zentralkirche in Form eines Querraumes mit einem verschobenen Mittelpunkt. Sie hat 400 Sitzplätze, die halbkreisförmig um Altar, Kanzel und Taufstein aufgestellt sind. Oberhalb des Einganges befindet sich eine aus Sichtbeton errichtete Empore, auf der die Orgel steht und weitere 50 Sitzplätze angeordnet sind.
Der 34 Meter hohe Turm ist von der Kirche separiert aufgestellt. Er hat einen achteckigen Grundriss und beherbergt fünf Glocken, die 1963 von der Glockengießerei Rincker gegossen wurden. Sie haben die Schlagtöne f', g', b', c" und d".

## Orgel
Die Orgel wurde 1968 von Gustav Steinmann Orgelbau (Vlotho) erbaut. Das Schleifladen-Instrument hat 19 Register auf zwei Manualen und Pedal. Die Spiel- und Registertrakturen sind mechanisch.
| I Hauptwerk C–g3 |             |       |
| 1.               | Prinzipal   | 8′    |
| 2.               | Holzflöte   | 8′    |
| 3.               | Oktave      | 4′    |
| 4.               | Gemshorn    | 4′    |
| 5.               | Waldflöte   | 2′    |
| 6.               | Mixtur IV–V | 1 ⁄3′ |
| 7.               | Trompete    | 8′    |

| II Schwellwerk C–g3 |               |                |
| 8.                  | Metallgedackt | 8′             |
| 9.                  | Rohrflöte     | 4′             |
| 10.                 | Prinzipal     | 2′             |
| 11.                 | Terzian II    | 1 3⁄5′ + 1 ⁄3′ |
| 12.                 | Oktave        | 1′             |
| 13.                 | Zimbel II     | 2⁄3′           |
| 14.                 | Regal         | 8′             |
|                     | Tremulant     |                |

| Pedal C–f1 |           |     |
| 15.        | Subbass   | 16′ |
| 16.        | Prinzipal | 8′  |
| 17.        | Oktave    | 4′  |
| 18.        | Nachthorn | 2′  |
| 19.        | Fagott    | 16′ |

- Koppeln: II/I, I/P, II/P